# I-Drive 360

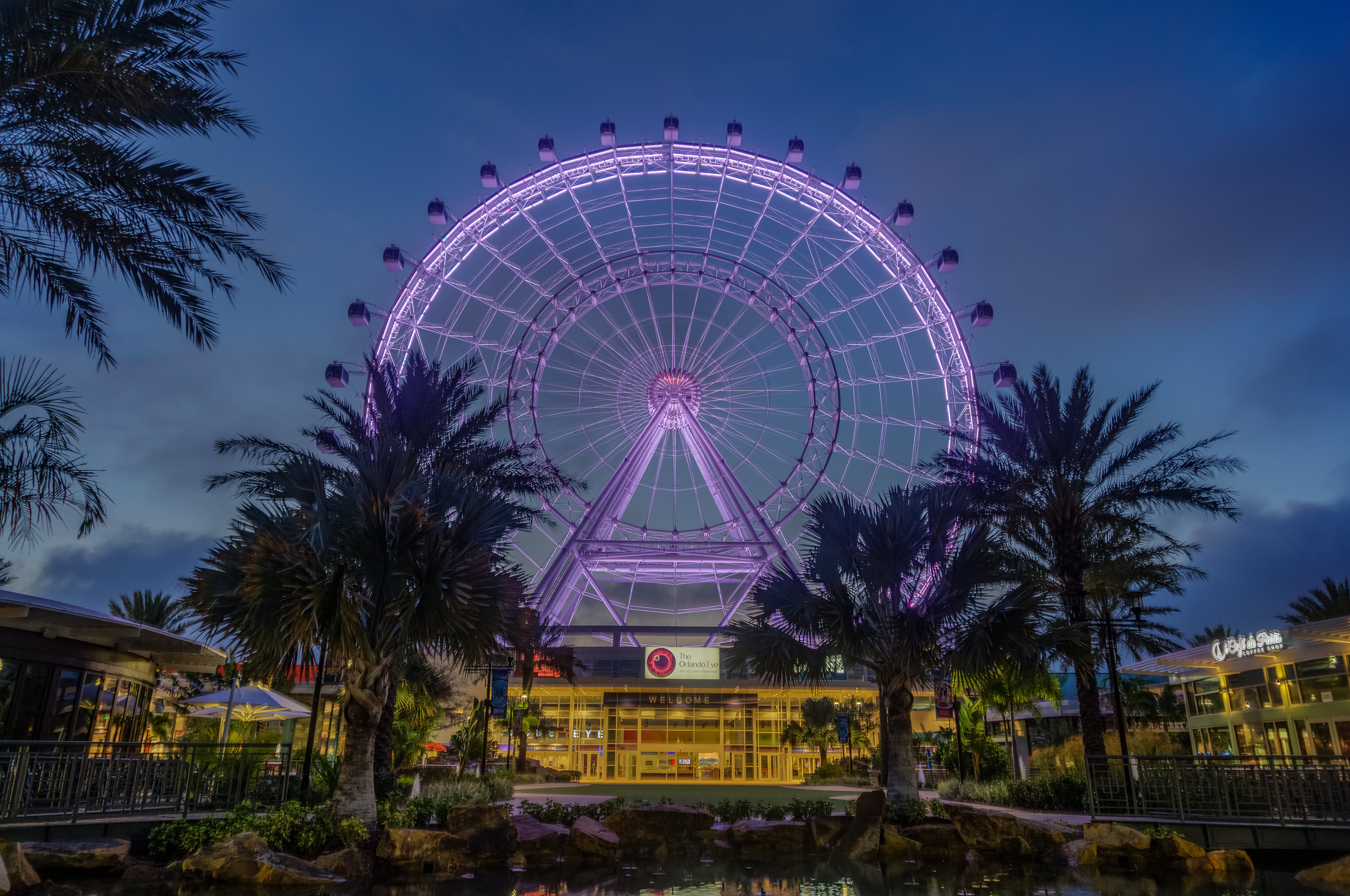
Het reuzenrad Orlando Eye

I-Drive 360 is een uitgaansgebied in het Amerikaanse stad Orlando. De naam I-Drive 360 betekent voluit International Drive 360. Verwijzend naar de International Drive waar het uitgaansgebied zich aan bevindt. I-Drive 360 opende in 2015 en is eigendom van Merlin Entertainments. Het gebied telt diverse attracties en musea:
- Madame Tussauds, een wassenbeeldenmuseum
- Sea Life, een aquarium
- The Wheel at ICON Park Orlando, een reuzenrad vergelijkbaar met de London Eye
- Skeletons: Museum of Osteology, een natuurhistorisch museum
- Arcade City, een arcadehal

Buiten deze attracties telt het I-Drive 360 een aantal restaurants en een winkelcentrum. Tevens heeft Legoland Florida vanaf dit punt een rechtstreekse shuttlebus naar het park rijden.